# Liste der Biografien/Riez
Liste der Biografien |
Portal Biografien |
Personensuche
# |
A |
B |
C |
D |
E |
F |
G |
H |
I |
J |
K |
L |
M |
N |
O |
P |
Q |
R |
S |
T |
U |
V |
W |
X |
Y |
Z |
?
 
Ra |
Rb |
Rd |
Re |
Rh |
Ri |
Rj |
Rk |
Rl |
Rm |
Rn |
Ro |
Rr |
Rs |
Rt |
Ru |
Rv |
Rw |
Rx |
Ry |
Rz
 
Ria |
Rib |
Ric |
Rid |
Rie |
Rif |
Rig |
Rih |
Rii |
Rij |
Rik |
Ril |
Rim |
Rin |
Rio |
Rip |
Riq |
Rir |
Ris |
Rit |
Riu |
Riv |
Riw |
Rix |
Riy |
Riz
 
Rieb |
Riec |
Ried |
Rief |
Rieg |
Rieh |
Riek |
Riel |
Riem |
Rien |
Riep |
Rier |
Ries |
Riet |
Rieu |
Riev |
Riew |
Riex |
Riez
Die Liste der Biografien führt alle Personen auf, die in der deutschsprachigen Wikipedia einen Artikel haben. Dieses ist eine Teilliste mit 13 Einträgen von Personen, deren Namen mit den Buchstaben „Riez“ beginnt.

## Riez
- Riez, Uwe (* 1951), deutscher Verwaltungsjurist und Politiker (SPD), MdHB

### Riezl
- Riezler, Albrecht (1856–1935), deutscher Maler
- Riezler, Anna (1798–1829), deutsche Historien- und Bildnismalerin
- Riezler, Emanuel (1854–1938), bayerischer Generalmajor
- Riezler, Erwin (1873–1953), deutscher Rechtswissenschaftler
- Riezler, Franz Xaver (1788–1854), bayrischer Politiker und Bankdirektor
- Riezler, Joseph (1790–1873), bayrischer Bankier
- Riezler, Kurt (1882–1955), deutscher Diplomat, Politiker und Philosoph
- Riezler, Sigmund von (1843–1927), deutscher Historiker
- Riezler, Walter (1878–1965), deutscher Klassischer Archäologe und Musikwissenschaftler
- Riezler, Wolfgang (1905–1962), deutscher Physiker
- Riezler-Kainzner, Ingrid (* 1959), österreichische Politikerin (SPÖ), Abgeordnete zum Salzburger Landtag

### Riezz
- Riezzo, Nicola (1904–1998), italienischer Geistlicher, Erzbischof von Otranto